# Mika’ela Fisher

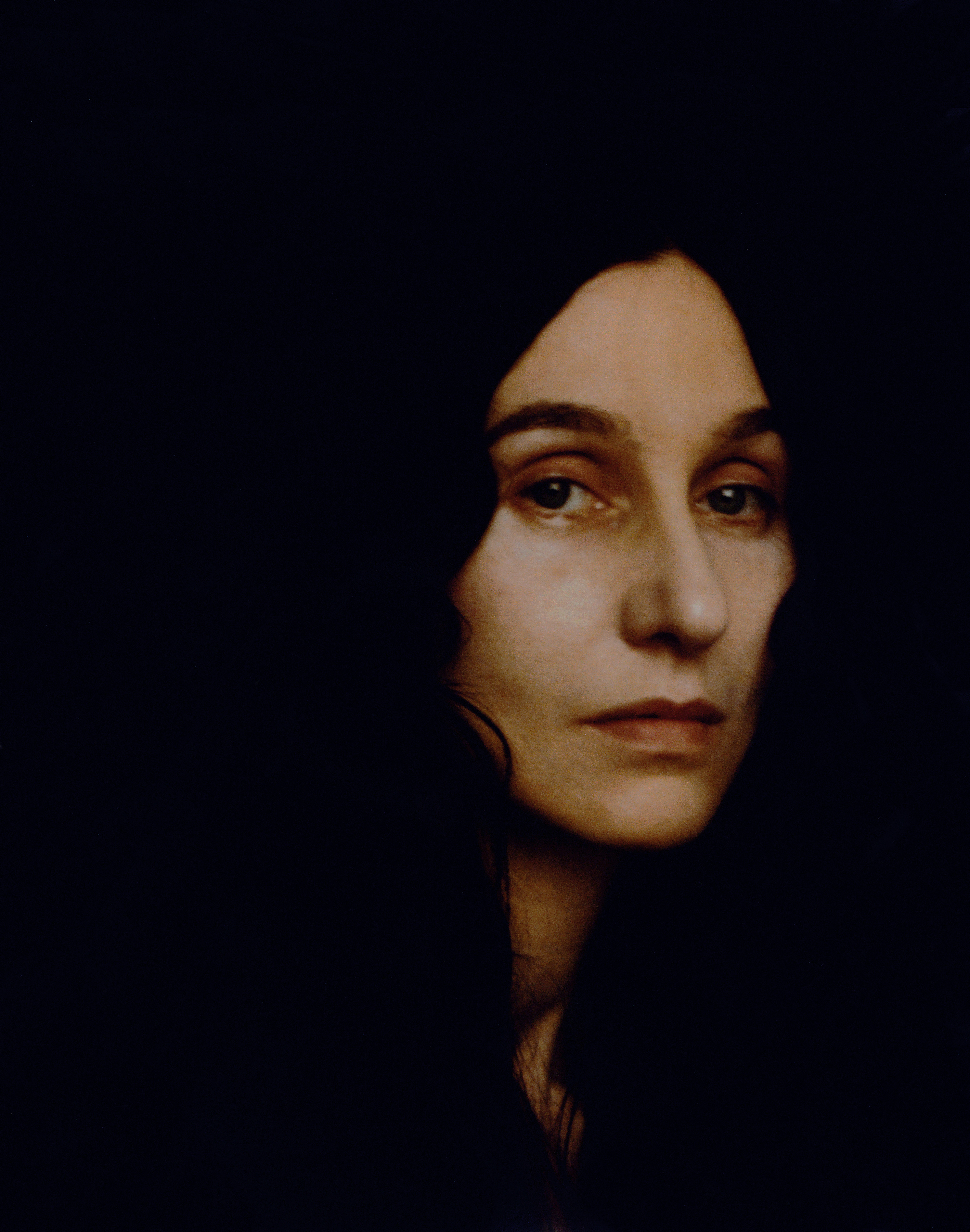
Mika’ela Fisher

Mika’ela Fisher (auch Mika Ela Fisher, Mikaela Fisher) (* 25. Februar 1975 bei München) ist eine deutsche Filmregisseurin, Drehbuchautorin, Produzentin, Schauspielerin, Model und Schneidermeisterin. 2013 gab sie ihr Debüt als Filmregisseurin mit dem Kurzfilm Die Tapferen Haende im Chaos der Zeit.

## Leben

### Modebranche
Fisher wurde in der Umgebung von München geboren. Nach einer Ausbildung als Maßschneider im Modehaus Max Dietl in München, absolvierte sie die Meisterprüfung im Damen- und Herrenschneiderhandwerk. 2001 nahm sie am Weltkongress der Congrès Mondial des Maitres Tailleurs in Paris teil und wurde mit ihren Kreationen für Frankreich nominiert.

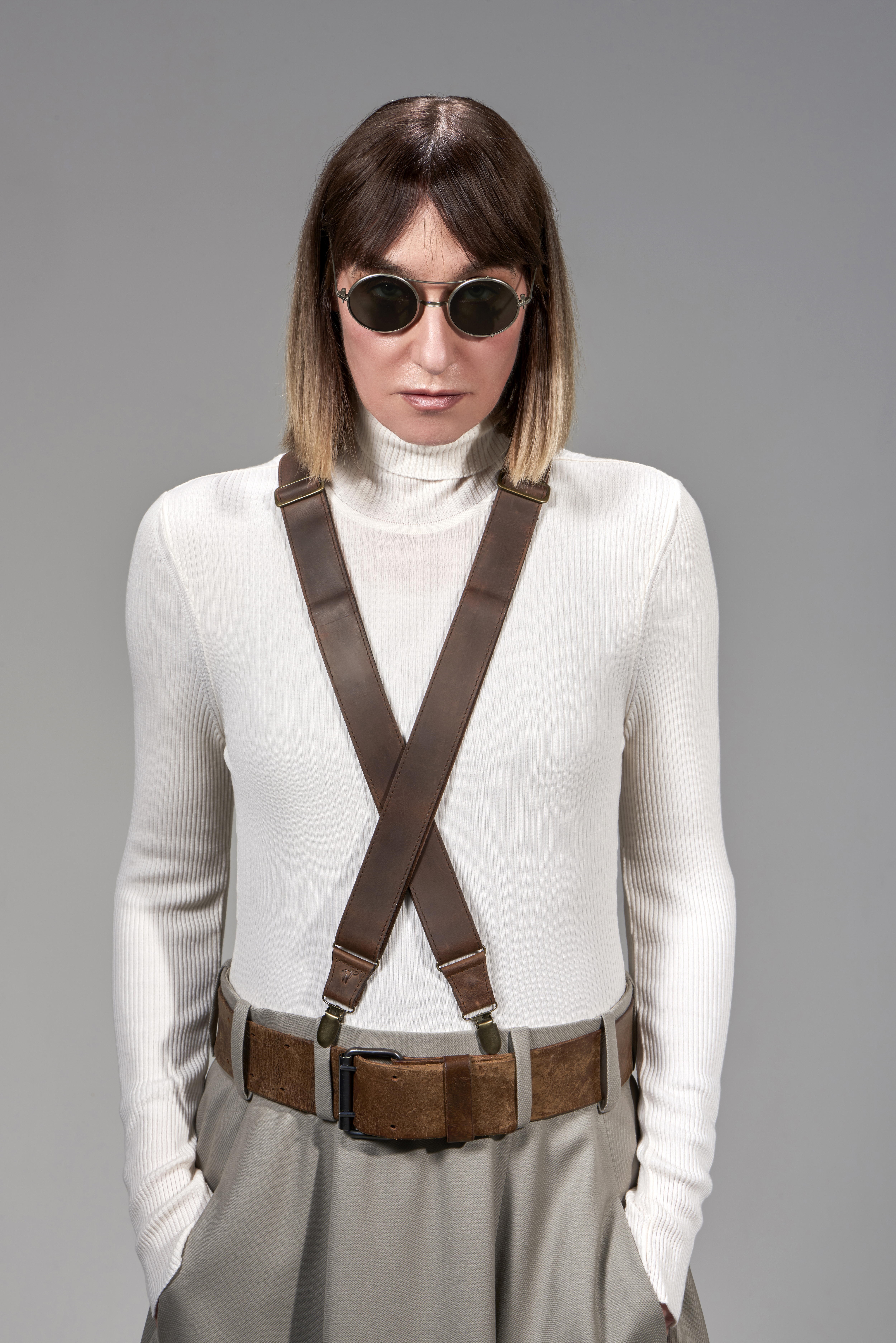
Mika’Ela Fisher Style

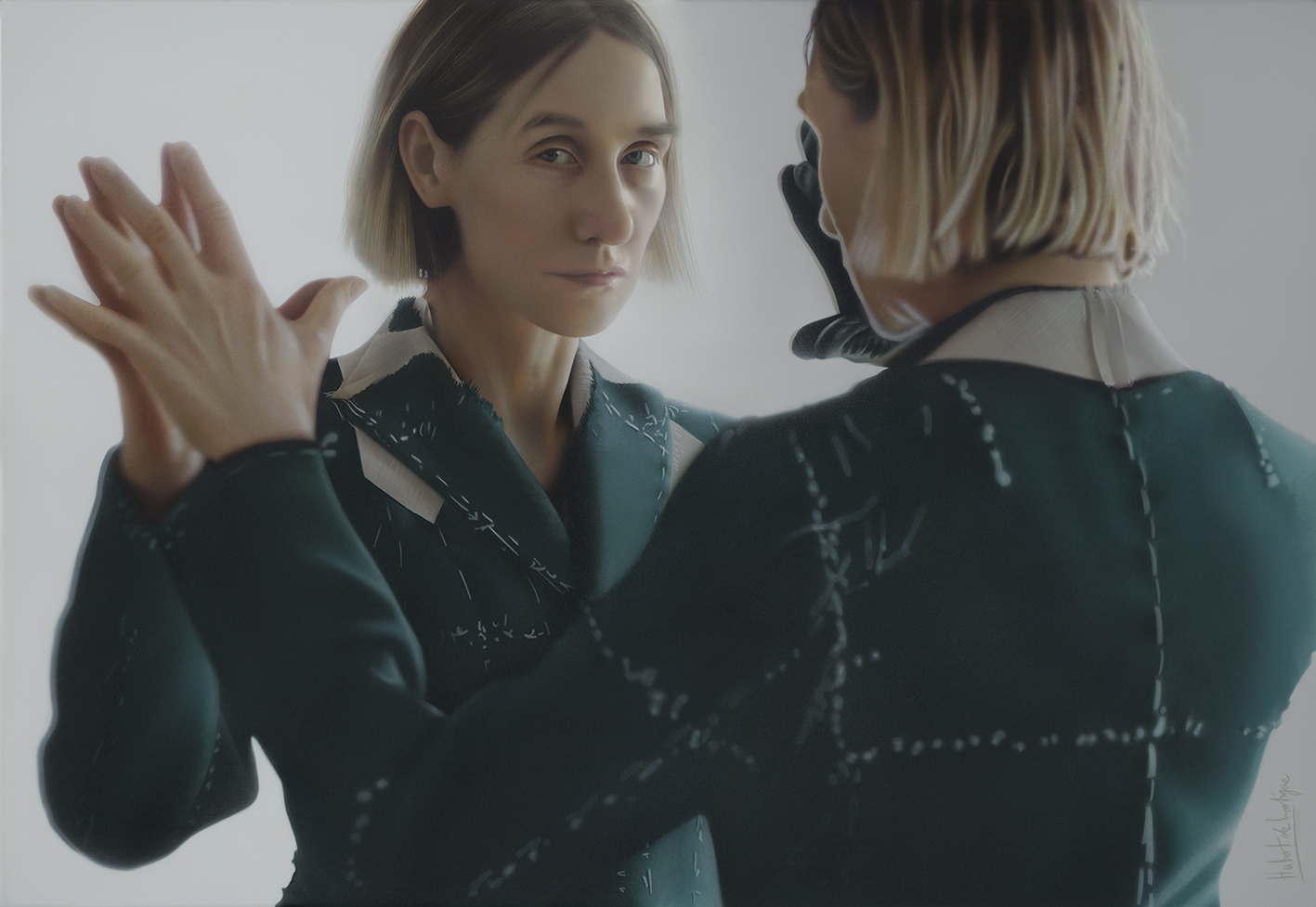
Master Tailor acrylics on canvas

Zudem posierte sie als Model für die französischen Maler Hubert de Lartigue und Boussignac und arbeitete über mehrere Jahre als Mannequin für die Modelabels Martin Margiela, John Galliano, Hermès, Undercover, Eley Kishimato, Naco Paris, Gilles Rosier und anderen.

### Film
Nach ihrer Tätigkeit in der Modebranche studierte Fisher unter Jack Waltzer Actors Studio und trat erstmals in dem französischen Thriller Kein Sterbenswort als Schauspielerin in Erscheinung. Für die Rolle als Zak in dem Film von Guillaume Canet erhielt sie positive Kritiken, insbesondere in den USA.
Im Film The Lost Door von Roy Stuart spielt sie die Hauptrolle.
Die Tapferen Haende im Chaos der Zeit ist ein biografischer Kurzfilm, bei dem sie sowohl Regisseurin und Produzent als auch Kostümbildnerin war. Der Film wurde auf internationalen Festivals vorgestellt und mit mehreren Preisen ausgezeichnet wie zum Beispiel dem Silver Chris Award (Best of Art) beim Columbus International Film und Video Festival
Victory’s Short (2014) ist ihr zweiter Kurzfilm als Regisseur und Produzent; dieser bekam eine Nominierung (Best Short Film) vom Milan International Film Festival 2015.
In ihrem dritten Film Männin (2015), inspiriert aus Martin Luthers Bibel, spielt sie die Doppelrolle von Adam und Eva. Auch Männin war auf Festivals zu sehen und erhielt verschiedene Anerkennungen.
Die drei Kurzfilme hatten 2015 in Frankreich Kinostart.

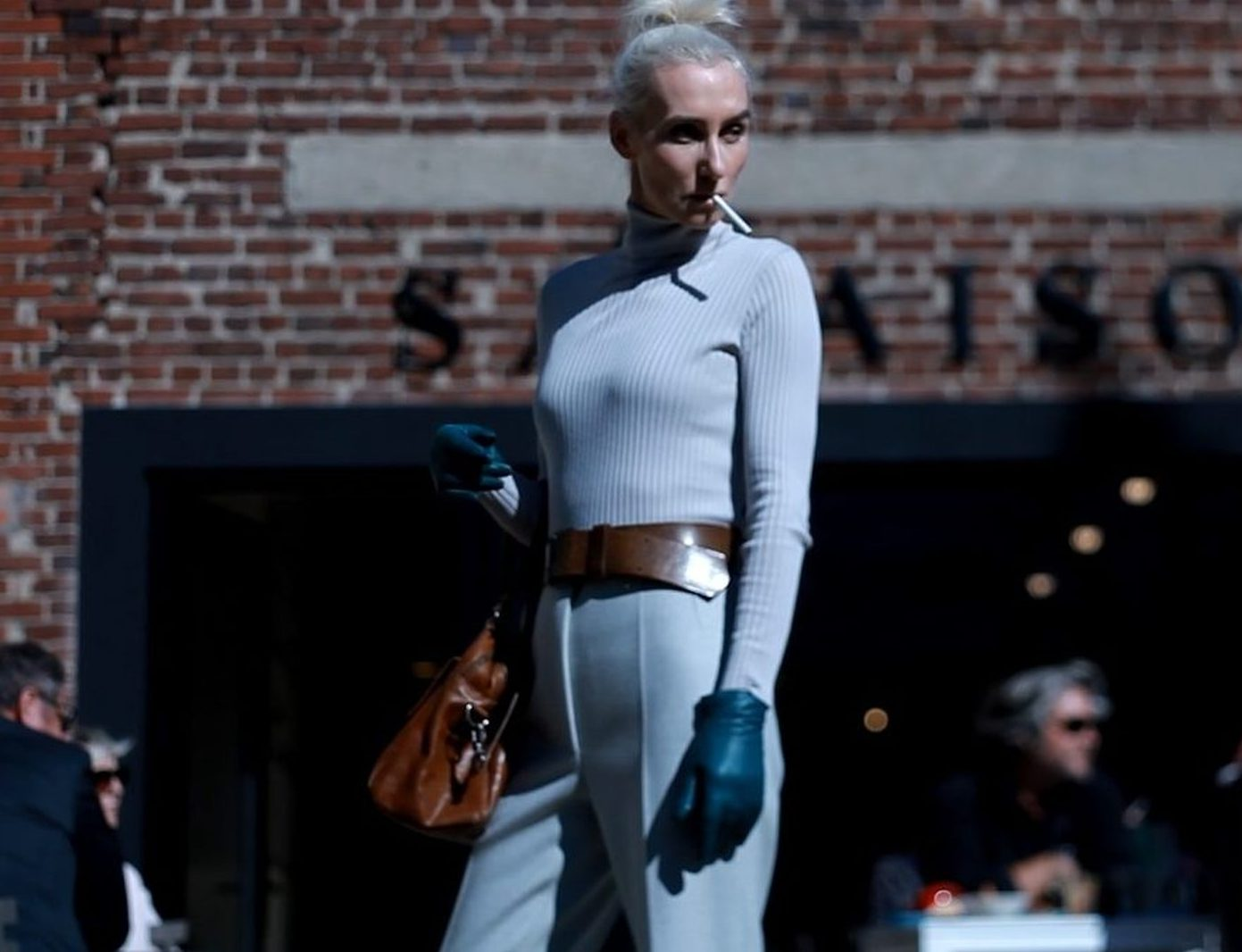
L’architecte textile

2017 entstand ein Dokumentarfilm über die sartoriale Schneiderkunst (art sartorial). Die Schneidermeisterin selbst, filmte, während sie ein dreiteiliges Kostüm herstellte, ein Archiv von mehr als hundert Stunden. L’architecte textile feierte am 27. September 2017 in Frankreich Premiere, und hatte seine Deutschlandpremiere am 19. Januar 2018 zur Berlin Fashion Week im Kino Babylon.
Am 30. April 2018 wurde der Film auf dem Newport Beach Film Festival in der Sektion Art, Architektur und Design gezeigt, und somit erstmals in den USA vorgeführt. Im Rahmen des On Art Film Festival in Polen wurde der Film ausgezeichnet (First place – Long independent). L’architecte textile war im offiziellen Programm der XII Biennale Internazionale Dell’Arte Contemporanea 2019 in Florenz.
2018 produzierte sie für InterContinental Hotel Los Angeles Downtown, den kurzen Sketchfilm Elevated Perspective – Haute Mesure.
Die Internationale Hofer Filmtage präsentierten am 29. Oktober 2021 die Premiere des Spielfilmdebüts Die Höhenluft – für Alle und Keinen; der deutsche Kinostart fand am 16. November 2023 statt.
Fisher ist Mitglied des Bundesverband Regie (BVR), der Michelangelo Foundation und wirkender Künstler des Maison des Artistes Paris.
Ihre sartorial-skulpturalen Konzeptkunstwerke werden von dem Kunstsammler Thomas Emmerling in der Galerie Kunsthaus 7B vertreten.

## Filmografie

### Als Schauspielerin

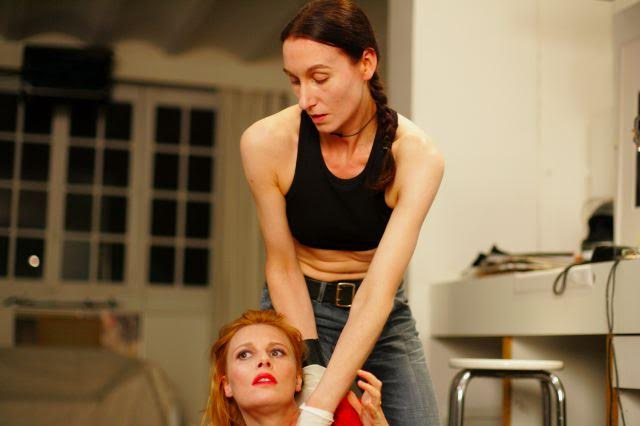
Kein Sterbenswort

- 2005: Home Cinéma (Heimkino) von Philippe Fernandez und Mika’ela Fisher (Kurzfilm): Elle
- 2006: Kein Sterbenswort (Ne le dis à personne) von Guillaume Canet: Zak
- 2006: Everyone Is Beautiful John Galliano Show by Nick Knight: Lady Tango Dancer
- 2006: Retour au pays von Merzak Allouache: L’artiste
- 2007: La promenade von Marina de Van: La prostituée
- 2008: Lisa[45] von Lorenzo Recio: La mère
- 2008: Ohne Schuld (Pour elle) von Fred Cavayé: Femme Tatouage
- 2009: Lost Door[46] von Roy Stuart: Kristina
- 2010: Image particulière von Kevin Sean Michaels: Sophie
- 2011: Boro in the Box von Bertrand Mandico: Ligia
- 2011: Out of Fashion: Maison Martin Margiela von Martin Margiela: Model
- 2012: Naked Leading The Blind[47][48] von Wim Vanacker: Martha
- 2013 Star Meter: Cataracte (Avantgardefilm) von Mika’Ela Fisher / Philippe Deutsch: Cataract
- 2013: Colt 45[49] von Fabrice Du Welz: Mika
- 2013: Die Tapferen Haende im Chaos der Zeit von Mika Ela Fisher: Model
- 2014: Victory’s Short[50] von Mika’Ela Fisher: Gabrielle Monvignier
- 2014: Entre vents et marées von Josée Dayan: Katerina
- 2015: Männin[51] von Mika’Ela Fisher: Adam / Eva / Männin
- 2015: The Artist Is Absent: A Short Film on Martin Margiela von Alison Chernick: Model
- 2017: Odile dans la vallée von Bertrand Mandico und Elina Löwensohn: Odile
- 2017: The Women Collection von Claudio Duarte: Karl Lagerfeld
- 2017: L’architecte textile von Mika’Ela Fisher: Maître Tailleur
- 2018: Elevated Perspective – Haute Mesure von Mika’Ela Fisher: Maître Tailleur / Mannequin[52]
- 2020: Un ange au bord de l’océan von Anne Amiand: L’ange[53]
- 2023: Die Höhenluft – für Alle und Keinen von Mika’Ela Fisher: Angra M.

### Als Regisseurin

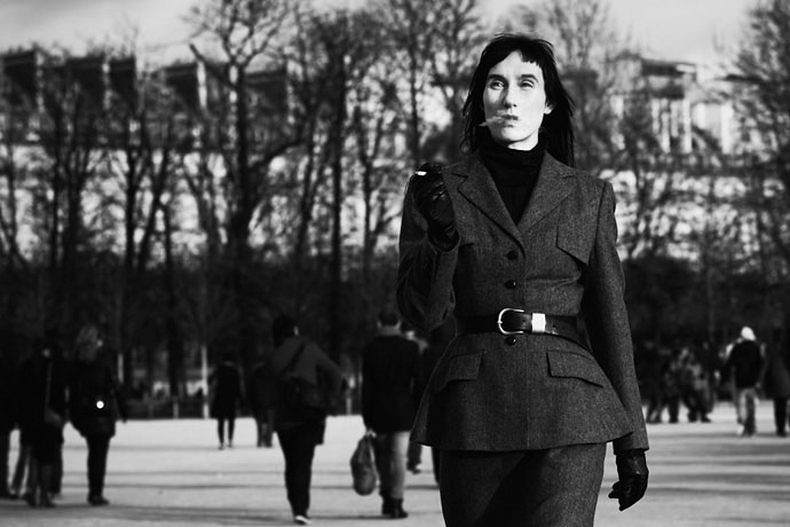
Mika’Ela Fisher Die Tapferen Haende im Chaos der Zeit

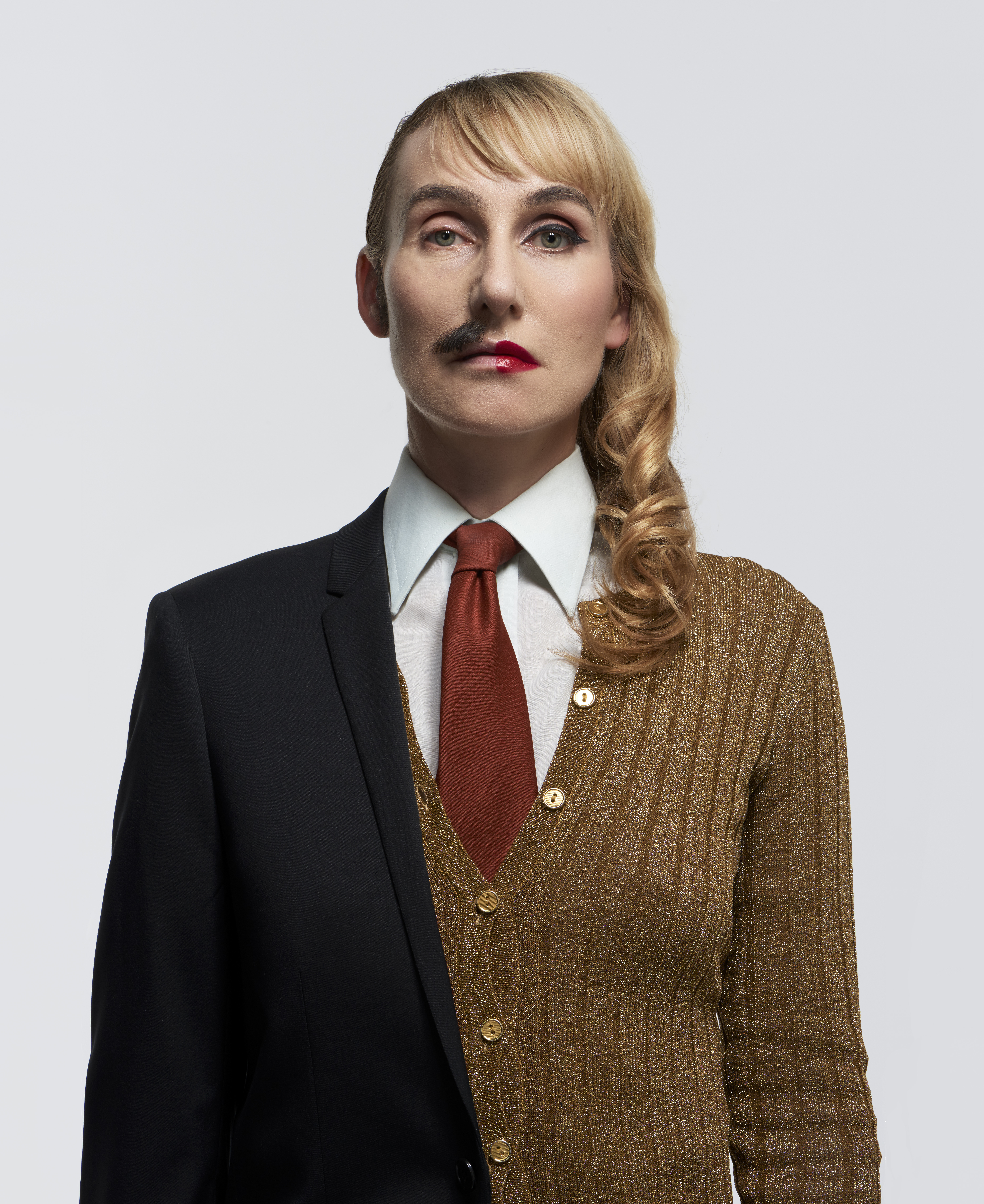
Mika Ela Fisher Männin

- 2023: Die Höhenluft – für Alle und Keinen
- 2018: Elevated Perspective – Haute Mesure (Kurzfilm)
- 2017: L’architecte textile (Dokumentarfilm)
- 2015: Männin (Kurzfilm)
- 2014: Victory’s Short (Kurzfilm)
- 2013: Die Tapferen Haende im Chaos der Zeit (Kurzfilm)

### Als Drehbuchautorin
- 2023: Die Höhenluft – für Alle und Keinen
- 2018: Elevated Perspective – Haute Mesure
- 2017: L’architecte textile
- 2015: Männin
- 2013: Die Tapferen Haende im Chaos der Zeit

### Als Produzentin
- 2023: Die Höhenluft – für Alle und Keinen
- 2018: Elevated Perspective – Haute Mesure
- 2017: L’architecte textile
- 2015: Männin
- 2014: Victory’s Short
- 2013: Die Tapferen Haende im Chaos der Zeit

## Auszeichnungen und Nominierungen
- 2020 Festival Prize Best Opera Prima Film ARTE Non Stop Film Festival für L’architecte textile[54]
- 2020 Festival Prize Best Opera Prima Director ARTE Non Stop Film Festival für L’architecte textile
- 2019 Film Art Award (Design – Art) Florence Biennale für L’architecte textile[55]
- 2019 Jury Award (Fashion Feature Film) Sonoma International Film Festival für L’architecte textile[56]
- 2018 Documentary Award (Art, Architecture & Design) Newport Beach Film Festival für L’architecte textile[57]
- 2018 Best Short Film (vertical movie) Linea d’Ombra Festival für Elevated Perspective – Haute Mesure[58]
- 2018 On Art Award (First place – Long Independent) On Art Film Festival für L’architecte textile[59]
- 2015 Nominierung (Best Short Film Avantgarde) American Psychological Association Film Festival für Männin[60]
- 2015 Award of Merit (Women Filmmakers) Accolade Global Film Competition für Männin
- 2015 Award of Merit (Costume Design) IndieFest Film Awards für Die Tapferen Haende im Chaos der Zeit
- 2015 Award of Recognition (Experimental) IndieFest Film Awards für Die Tapferen Haende im Chaos der Zeit
- 2015 Nominierung (Best Short Film) Milan International Film Festival Awards MIFF für Victory’s Short
- 2015 Award of Merit (Film Short) Accolade Global Film Competition für Die Tapferen Haende im Chaos der Zeit.
- 2014 Silver Chris Award (Best of Art) Columbus International Film & Video Festival für Die Tapferen Haende im Chaos der Zeit [61]
- 2013 Nominierung für den Maverick Movie Award für Die Tapferen Haende im Chaos der Zeit (Beste Regisseurin)
- 2013 Nominierung Northwest Ohio Independent Film Festival (Drama) für The Naked Leading the Blind (Beste Hauptdarstellerin)
- 2012 Darstellerpreis des American International Film Festival für The Naked Leading the Blind[62]
- 2012 Nominierung für den Maverick Movie Award für The Naked Leading the Blind (Beste Darstellerin)

## Anerkennung
- The Top 20 Female Performances of 2008 – für ihre Rolle in dem Film „Tell no one“ (Kein Sterbenswort)[63]